# Merville-Franceville-Plage
Merville-Franceville-Plage település Franciaországban, Calvados megyében. Lakosainak száma 2222 fő (2022. január 1.). Merville-Franceville-Plage Amfreville, Bréville-les-Monts, Gonneville-en-Auge, Ouistreham, Sallenelles és Varaville községekkel határos.

## Népesség
A település népességének változása:
| Lakosok száma | 1046 | 1309 | 1521 | 1740 | 2139 | 2184 | 2169 | 2177 | 2195 | 2222 |
|               | 1968 | 1982 | 1999 | 2006 | 2011 | 2015 | 2017 | 2018 | 2020 | 2022 |